# Postnik Yakovlev
Pour les articles homonymes, voir Barma.
Postnik Yakovlev, (en russe Постник Яковлев), surnommé Barma, (en russe Барма) est un architecte russe originaire de Pskov. Son nom complet serait Ivan Yakovlevich Barma.

## Biographie

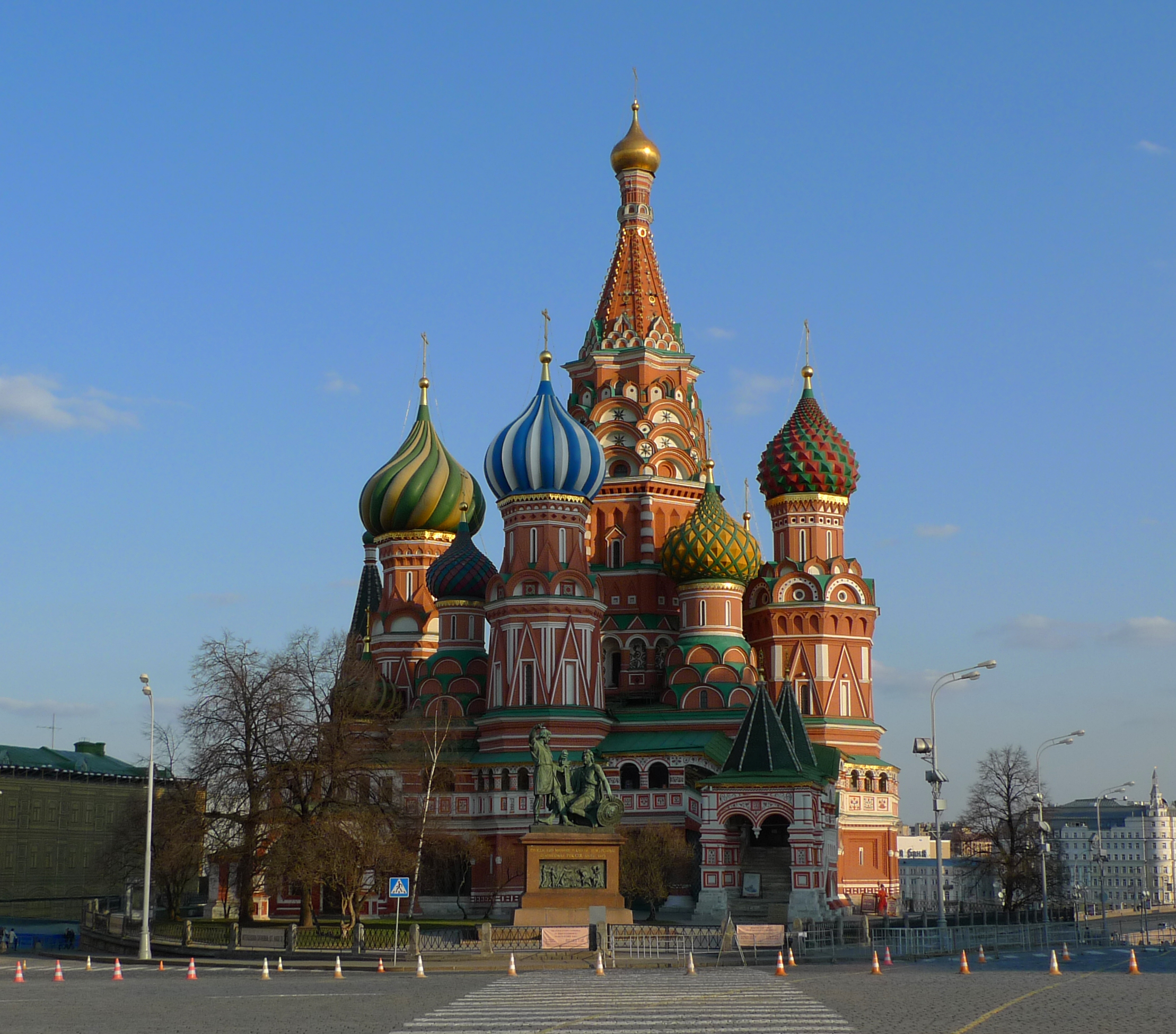
La cathédrale Saint-Basile de Moscou

Postnik Yakovlev est l'architecte qui a construit entre 1555 et 1560 la cathédrale Saint-Basile-le-Bienheureux sur la place Rouge à Moscou.
Selon la légende, le tsar Ivan IV lui aurait fait crever les yeux, pour qu'il ne reproduise pas un édifice aussi beau. Un manuscrit découvert en 1896 révèle qu'en 1561 et 1562, il a toutefois participé aux travaux de la cathédrale de l'Annonciation de Kazan et du kremlin de Kazan (dont la tour spasskaïa de ce même kremlin), ce qui laisse penser qu'il n'a pas été aveuglé.

## Distinctions
Un cratère large de 128 km sur la planète Mercure est nommé Barma en son honneur.